# هيئة (نحو)
الهَيئة هي الحالة التي يكون عليها الحدث. وتتشكل من مصدر ومضاف إليه أو مصدر ونعته الذي يجوز تقديمه عليه. يصاغ مصدرها من الفعل الثلاثي على وزن فِعلَة، أما ما فوق الثلاثي فمصدره هو نفسه.

## وصلات خارجية
- الهيئة ومصدرها - كتاب الكفاف